# Tipula campa
Tipula campa är en tvåvingeart som beskrevs av Alexander 1914. Tipula campa ingår i släktet Tipula och familjen storharkrankar.
Artens utbredningsområde är Peru. Inga underarter finns listade i Catalogue of Life.